# Трећи Роботек рат
У измишљеном Роботек свету, Трећи Роботек рат (2031-2044) је био сукоб између Експедиционих Роботек снага и ванземаљске расе Инвида. Циљ Експедиционих Роботек снага је био да ослободи Земљу коју су заузели Инвиди након Другог Роботек рата.

## Корени
Други Роботек рат је оставио индустријску и политичку инфраструктуру Земље у јадном стању. Са уништеним јапанским центрима за истраживање Роботехнологије и скоро уништеним северноамеричким центром Уједињене земаљске владе, одбрамбене могућности Армије Јужног крста су спале од напредних мекова и свемирских бродова на технологију из 20. века. Због ове штете, одбрамбене земаљске снаге су пружиле симболичан отпор Инвидима 2031, једва годину дана од краја Другог Роботек рата.

## Рат
Инвазија Инвида 2031. је комплетно опустошила Земљу. Инвиди су скоро уништили људску цивилизацију, човечанство свели на завађене фиктивне државе и уништили и оно мало што је остало од Уједињене земаљске владе. Међутим, Експедиционе Роботек снаге су функционисале независно од планете Земље и на њих је минимално утицао њен губитак. На несрећу, догађаји у далеком свемиру су задржали Експедиционе снаге далеко од Земље читаву деценију, све до мисија Венера, Марс и Јупитер почетком 2040-их.
Јуриш Екпедиционих снага на Рефлекс Поинт 2044. је отерао Инвиде са Земље и повратио планету за човечанство. Главна повратничка флота се састојала од неколико десетина крстарица класе Иказуши и неколико стотина лаких крстарица класе Фарфиш, које је предводила огромна борбена тврђава SDF-4. SDF-3 је извео свемирски скок заједно са флотом, али приликом изласка из скока, брод се изгубио у далеком свемиру. Велики део флоте је уништен у јуришу и приликом одласка инвидске краљице Риџис.